# Jardins de France
Jardins de France (abreviado Jard. France) es una revista con ilustraciones y descripciones botánicas que es editada en París por la Sociedad nacional de horticultura de Francia desde 1947 hasta ahora, publicándose como 7ª  serie con el nombre de Jardins de France. (Société Nationale d'Horticulture de France). Fue precedida por Bulletin de la Société Nationale d'Horticulture de France.

## Publicaciones
- Serie nº 7, vols. 1+, 1947+